# Synagoge (St. Gallen)

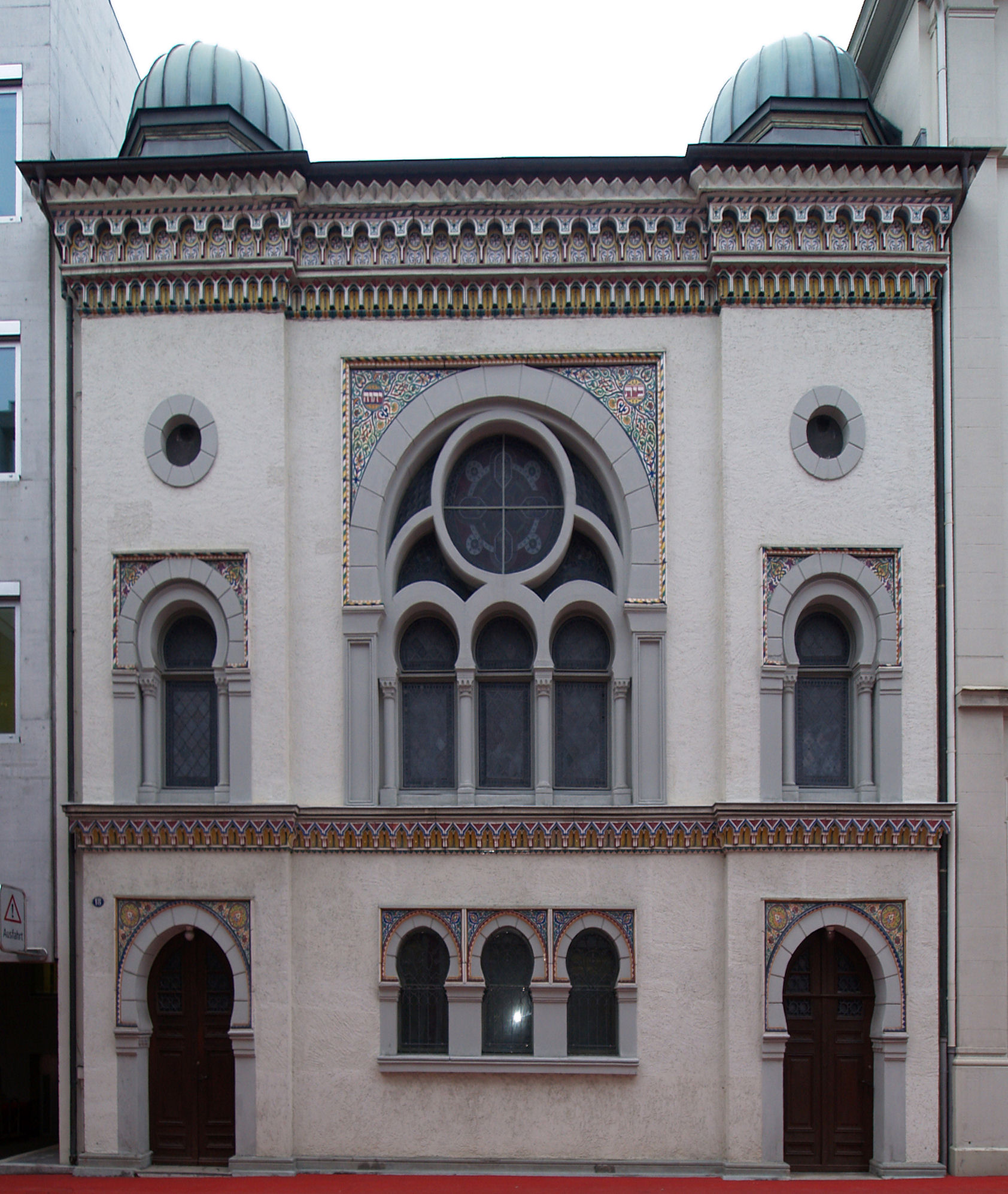
Ansicht der Hauptfassade an der Frongartenstrasse

Die Synagoge der Stadt St. Gallen wurde 1880/81 erbaut. Sie befindet sich im Bahnhofquartier an der Frongartenstrasse 18.

## Geschichte
Erst nachdem durch einen Grossratsbeschluss im Jahr 1863 die restriktiven Gesetze für die Juden durch freiere ersetzt wurden, war die Gründung einer selbständigen jüdischen Gemeinde in der Stadt St. Gallen möglich. In der Folge wurde am 17. September 1863 die Israelitische Kultusgemeinde St. Gallen gegründet. Der erste jüdische Friedhof wurde 1866 im Hagenbuch im Krontal eingerichtet. Dieser Friedhof wurde 1914 an die Kesselhalde verlegt. 
Die erste Synagoge wurde im Hinterhof des Hauses zum Stein am Bohl eingerichtet (das Haus wurde im Jahr 1931 abgebrochen). Im Jahr 1879 erwarb die Glaubensgemeinde an der Frongartenstrasse einen Bauplatz. Der Bauauftrag für eine Synagoge ging von der Israelitischen Kultusgemeinde an das Architekturbüro Chiodera und Tschudy aus Zürich. Zwischen 1880 und 1881 wurde die 250-plätzige Synagoge im maurisch-byzantinischen Stil erbaut. Am 21. September 1881 konnte sie eingeweiht werden. 
Neben der Israelitischen Kultusgemeinde etablierte sich ab den 1880er Jahren eine zweite jüdische Gemeinde; diese bestand aus osteuropäischen Juden, die zugewandert waren. Die jüdische Gemeinde Adass Jisroel wurde offiziell am 25. Januar 1917 gegründet. Sie baute sich eine eigene Synagoge an der Kapellenstrasse 3. Am 11. Februar 1919 wurde die Synagoge der Gemeinde Adass Jisroel eingeweiht. Die beiden jüdischen Gemeinden fusionierten 1952 miteinander; die Synagoge an der Kapellenstrasse wurde aufgegeben und abgebrochen.
Zu den Rabbinern der Jüdischen Gemeinde St. Gallen gehörten Lothar Rothschild und sein Nachfolger Hermann Schmelzer.

## Bauwerk
Das Gebäude besitzt einen quadratischen Grundriss mit einer zentralen Kuppel, welche von vier Eckkuppeln umrahmt wird. Die Strassenfassade besitzt zwei Geschosse, welche durch ein Gesims getrennt sind. Das obere hat ein mittleres Masswerkfenster, das beidseitig von je einem Fenster flankiert wird. Im unteren Geschoss befinden sich unterhalb der Seitenfenster die beiden Eingänge, dazwischen drei kleine zusammengebaute Fenster. Die Eingänge besitzen Hufeisenbögen. Ursprünglich war die Aussenfassade bunt bemalt und mit Streifen verziert, heute ist sie in schlichten Naturtönen gehalten. Die ebenfalls bunte Innenraumbemalung ist noch im Original erhalten.
Das Bauwerk wurde 1973 renoviert.